# Lingua udi
La lingua udi è una lingua caucasica nordorientale parlata in Azerbaigian.

## Distribuzione geografica
Al censimento azero del 2009 la lingua udi risultava parlata da 3.800 persone, stanziate in prevalenza nei distretti di Oğuz e di Qabala. La lingua è attestata anche in altre repubbliche ex-sovietiche, quali Georgia, Russia e Turkmenistan.

### Dialetti e lingue derivate
Si distinguono il dialetto di Nij (traslitterata anche come Niç, Nidzh o Nizh), località del distretto di Qabala, il dialetto di Oğuz, in via di estinzione, e il dialetto di Ok'tomber, villaggio della municipalità di Q'vareli in Georgia.

## Classificazione
Secondo Ethnologue, la classificazione completa della lingua udi è la seguente:
- Lingue caucasiche settentrionali
  - Lingue caucasiche orientali
    - Lingue lesghiane
      - Lingua udi

## Sistema di scrittura
La lingua udi è scritta in alfabeto cirillico.